# هانگ چائو
هانگ چائو (انگلیسی: Hong Chau؛ زادهٔ ۲۵ ژوئن ۱۹۷۹) بازیگر آمریکایی است. نقش موفقیت‌آمیز او در سال ۲۰۱۷ در فیلم کوچک‌سازی بود، که برای آن نامزد چندین جایزه بازیگر نقش مکمل شد. او برای بازی در فیلم نهنگ محصول ۲۰۲۲ نامزد دریافت جایزه اسکار بهترین بازیگر نقش مکمل زن و دیگر جوایز شد. ورایتی در سال ۲۰۲۲ نوشت که چائو «در سال‌های اخیر پرکار بوده‌است» و او در سریال‌های تلویزیونی نگهبانان (۲۰۱۹) و هوم‌کامینگ (۲۰۱۸–۲۰۲۰) «مورد تحسین» قرار گرفته‌است.
پیش از کوچک‌سازی، او در سریال تلویزیونی ترم (۲۰۱۰–۲۰۱۳) و فیلم خباثت ذاتی (۲۰۱۴) ظاهر شد. او در سال ۲۰۱۸ نقش‌های ستاره مهمان در چندین سریال تلویزیونی داشت. او در سال ۲۰۱۹ در سریال محدود نگهبانان نقش مکمل را بازی کرد و در فیلم‌های زن آمریکایی و راه‌های ورود نقش‌های اصلی را داشت. در سال ۲۰۲۰، او در فصل دوم سریال تلویزیونی هوم‌کامینگ نقش اصلی را داشت و در فصل اول آن در سال ۲۰۱۸ نقش مکمل را داشت. در سال ۲۰۲۲، او در نقش‌های مکمل در فیلم‌های نمایش، صورت‌غذا و نهنگ ظاهر شد.
چائو از پدر و مادر ویتنامی متولد شد، که پس از فرار از ویتنام در اواخر دهه ۱۹۷۰، در اردوگاه پناهندگان در تایلند زندگی می‌کردند، که چائو در همان‌جا به دنیا آمد. یک کلیسای کاتولیک ویتنامی در نیواورلئان، لوئیزیانا از چائو و خانواده‌اش حمایت کرد تا به ایالات متحده نقل مکان کنند. او در نیواورلئان بزرگ شد و پیش از اینکه حرفه بازیگری را دنبال کند، در کالج ارتباطات دانشگاه بوستون در رشته مطالعات فیلم تحصیل کرد.

## فیلم‌شناسی

### فیلم
| سال  | عنوان        | نقش         | یادداشت                           |
| ---- | ------------ | ----------- | --------------------------------- |
| ۲۰۱۴ | خباثت ذاتی   | جید         |                                   |
| ۲۰۱۷ | کوچک‌سازی     | نوگ لن تران |                                   |
| ۲۰۱۸ | کره اردک     | گلو         |                                   |
| ۲۰۱۹ | راه‌های ورودی | کتی         |                                   |
| ۲۰۱۹ | زن آمریکایی  | جنی شیمادا  |                                   |
| ۲۰۲۰ | آرتمیس فاول  | اوپال کوبوی | ذکرنشده در تیتراژ از صحنه حذف شده |
| ۲۰۲۲ | نمایش        | جو ترن      |                                   |
| ۲۰۲۲ | نهنگ         | لیز         |                                   |
| ۲۰۲۲ | صورت‌غذا      | السا        |                                   |
| ۲۰۲۳ | استروید سیتی | پولی        |                                   |
| TBA  | و            |             | پس‌تولید                           |

### تلویزیون
| سال       | عنوان                   | نقش                | یادداشت                      |
| --------- | ----------------------- | ------------------ | ---------------------------- |
| ۲۰۰۶      | یافتن آمریکای من        | مین                | قسمت: «The Road Trip Begins» |
| ۲۰۰۸      | برنامه سارا سیلورمن     | ماساژور آسیایی     | قسمت: «Patriot Tact»         |
| ۲۰۱۰      | آشنایی با مادر          | کوک پو             | قسمت: «Perfect Week»         |
| ۲۰۱۰      | گودال‌ها                 | اس‌پی‌سی. وینگ       | نقش اصلی (۱۰ قسمت)           |
| ۲۰۱۰      | ان‌سی‌آی‌اس                | مولی چوی           | قسمت: «Jurisdiction»         |
| ۲۰۱۰      | پسرهای من               | آدری               | قسمت: «Puss 'N' Glutes»      |
| ۲۰۱۰      | مزخرفاتی که پدرم می‌گوید | دی‌جی               | قسمت: «Code Ed»              |
| ۲۰۱۱–۲۰۱۳ | ترم                     | لین                | ۱۳ قسمت                      |
| ۲۰۱۲      | سی‌اس‌آی                  | جولی بلانچ         | قسمت: «Ms. Willows Regrets»  |
| ۲۰۱۲      | موفق باشی چارلی         | ترزا               | قسمت: «Welcome Home»         |
| ۲۰۱۴–۲۰۱۵ | ای تا زد                | لورا               | نقش اصلی (۱۳ قسمت)           |
| ۲۰۱۷      | دروغ‌های کوچک بزرگ       | جکی                | ۶ قسمت                       |
| ۲۰۱۷      | بابای آمریکایی!         | جاسوس کره‌ای (صدا)  | قسمت: «Casino Normale»       |
| ۲۰۱۸      | بوجک هورسمن             | پیکلز اپلنتی (صدا) | ۵ قسمت                       |
| ۲۰۱۸      | برای همیشه              | سارا               | قسمت: «Andre and Sarah»      |
| ۲۰۱۸–۲۰۲۰ | هوم‌کامینگ               | آدری تمپل          | نقش اصلی (۱۱ قسمت)           |
| ۲۰۱۹      | نگهبانان                | لیدی تریو          | نقش اصلی (۴ قسمت)            |
| ۲۰۲۳      | پوکر فیس                | مارج               | قسمت: «The Night Shift»      |
| ۲۰۲۳      | مامور شب                | دایان فار          | نقش اصلی (۱۰ قسمت)           |

### صحنه
| سال  | عنوان | نقش | یادداشت   |
| ---- | ----- | --- | --------- |
| ۲۰۱۵ | جان   | جنی | آف برادوی |